# Maison de Vintimille
La maison de Vintimille est une famille éteinte de la noblesse du Piémont. Certains historiens font remonter l'origine de la maison de Vintimille à Bérenger II, marquis d'Ivrée, roi d'Italie en 950, sans preuves, en rattachant les comtes de Vintimille à Conrad Cono, marquis d'Ivrée et sa femme Richilde, fille d'Ardoin le Chauve.
Cette famille se partage en un grand nombre de branches : une des plus célèbres est celle des comtes de Tende qui portaient le nom de Lascaris de Vintimille, par suite du mariage de Guillaume-Pierre, comte de Vintimille, avec Eudoxie Lascaris, fille de Théodore II Lascaris.
Les autres branches les plus connues sont celles des marquis du Luc et des barons d'Ollioules.

## Origines du comté
Selon Laurent Ripart, les limites de la documentation rendent bien difficile toute étude sur les origines du comté de Vintimille. Ainsi aucun document ne peut attester que les marquis d'Ivrée qui contrôlèrent  dès 891 le Piémont central et septentrional pour surveiller les frontières alpines aient pu s'étendre jusqu'au littoral marin. Le comté de Vintimille possède sa propre dynastie comtale qui est attestée par une charte génoise de 1039. Il semble par ailleurs complexe selon l'historien de considérer qu'au milieu du XIe siècle, une dynastie arduinide déclinante vers le turinois et la vallée de Suse ait pu imposer une autorité sur le comté de Vintimille. L'hypothèse de filiation arduinide principale repose sur une charte que l'historiographie désigne généralement sous le nom de « charte de Tende ». L'original a disparu après 1947 mais une copie a été citée par Pierre Gioffredo, dans Storia delle Alpi Maritime,T3, Turin, retranscrite en 1848, possiblement écrite à la fin du XIe siècle, qui signale le pouvoir seigneurial et comtal d'un dénommé Ardouin qui confère des droits aux hommes de la terra de Tende, La Brigue et Saorge se situant aux confins du comté de Vintimille, dans la partie la plus septentrionale de celui-ci. Signent à la fin de cette charte les comtes Otton et Conrad. Pour l'historien, cette charte a pu être transmise comme une tradition populaire par voie orale les siècles suivants s'inscrivant dans la mémoire locale des hommes de la haute Roya et écrite ultérieurement à l'époque supposée, se rapprochant par ses caractéristiques d'actes du XIIe siècle,.
Par ailleurs, selon le site de la Foundation for Medieval Genealogy, il n'existe pas de descendance de la Maison d'Ivrée vers les premiers comtes de Vintimille .
Les biens de la maison de Vintimille sont gérés en indivision jusqu'au début du XIIIe siècle.

### Filiation
Cette généalogie probable des premiers comtes de Vintimille prend en compte certains faits connus par des chartes. Ces chartes concernent le plus souvent des donations de biens faites aux églises. On connaît par elles :
- Ardoin le Chauve (ou Ardouin, Arduin), fils de Roger, comte d'Auriate(en)[4]. Il a succédé après 935 comme comte d'Auriate. Il chasse les Sarrasins de la vallée de Suze et conquiert Turin où il établit sa résidence[5]. Il est nommé en 941 régent de la marche de Turin par le roi d'Italie Hugo. Il conquiert ensuite Albenga, Alba et Vintimille. Il est désigné comme marquis de Turin en 962. Dans un document datant de 1041, il est indiqué qu'il a pris les villes de Tende, La Brigue et Saorge. Il a participé avec Guillaume Ier, comte de Provence, avec son frère Rotboald Ier à la prise de Fraxinetum après la bataille de Tourtour en 973 où se trouvait un fort servant d'abri aux Sarrasins  et de base pour piller les pays environnants jusqu'à Saint-Jean-de-Maurienne et Suze. Il est mort après le 4 février 976. Cinq de ses enfants sont connus :
  - Alsinda, qui doit être liée avec Giselbert, comte de Bergame,
  - Richilde, décédée en 989. Elle est mariée à Conrad Cono, marquis d'Ivrée qui est le fils de Bérenger II, roi d'Italie, et de Wila d'Arles, fille de Boson d'Arles.
  - Manfred, marquis de Turin, comte d'Auriate et marquis de Suse en Piémont après 977. Il est décédé vers 1000. Ces territoires vont des Alpes à la vallée du Pô et la côte ligure. Il contrôle la route allant de Gênes à Marseille. Il est mort avant le 8 mars avant 991. D'après une source il a été marié à Prangarda de Canossa, fille d'Adalbert Atto, comte de Canossa.
    - Manfred Olderic[6], marquis de Suse et de Turin après 1000. Mort à Turin le 29 octobre 1034.
      - Adélaïde de Suse (Turin, 1020- Canischio in Canavese, 27 décembre 1091). Elle succède à son père en 1034 comme marquise de Suse, héritière de Auriate, Turin, Ivrée et Aoste. Elle est d'abord mariée à Hermann IV, duc de Souabe, beau-fils de l'empereur Conrad II, puis à Henri, marquis de Montferrat, et enfin à Oddon de Maurienne[7], comte de Maurienne et de Chablais à la mort de son frère Amédée Ier en 1051. Oddon de Maurienne (vers 1017-Turin, 1er mars 1060) est marquis de Suse par les droits de sa femme dont les territoires vont des Alpes à la vallée du Pô avec Auriate, Turin, Ivrée et Aoste, jusqu'à la côte méditerranéenne entre Vintimille et Albenga.
        - Pierre Ier de Savoie (vers 1047/1049-tué le 9 août 1078). Il succède à son père comme comte de Savoie, Aoste, Maurienne et Chablais en 1060, marquis de Suse sous la régence de sa mère jusqu'en 1064.
        - Amédée II de Savoie : 5e comte de Savoie, (1050-1080).
        - Othon ou Odon, évêque d’Asti (décédé vers 1088)
        - Berthe de Turin (ou Berthe de Savoie, Berthe de Maurienne) (1051-1087) épousa en 1066 Henri de Franconie, futur empereur Henri IV, élu en 1084.
        - Adélaïde de Savoie, (1052-1079), mariée en 1067 à Rodolphe de Rheinfelden, duc de Souabe.

      - Un fils mort jeune.
      - Ermangarde de Suze (décédée le 19 janvier 1078), mariée d'abord à Othon de Schweinfurt, puis à Ekbert de Braunschwein, margrave de Meissen.
      - Berthe de Suze (décédée après le 22 avril 1065), mariée à Othon de Savone[8], dit aussi Thète (décédé avant le 31 août 1064), marquis de Ligurie occidentale vers 927, fils d'Anselme II, comte de Tortone, de la maison Alérame. Ils ont six enfants, dont Boniface del Vasto qui a donné les branches de Saluces, de Ceva, de Savone et de Busca. La nièce de Boniface del Vasto, Adélaïde del Vasto a été marié d'abord en 1089 au roi de Sicile, Roger Ier de Sicile, puis en 1113 à Baudoin Ier de Jérusalem, roi de Jérusalem.

  - Ardoin, mort après 1029.
  - Othon, mort un 19 janvier après 998.

### Premiers comtes
Les documents sur les premiers comtes de Vintimille sont rares et ne permettent pas de préciser la totalité de la généalogie. Les numéros d'ordre des premiers comtes ont été ajoutés par les généalogistes et peuvent varier d'une généalogie à une autre.
Un acte daté de 954 cite une donation de l'église Saint-Michel dans la vallée de la Roya faite par Gui, comte de Vintimille, à l'abbaye de Lérins. Il a été démontré que cet acte était un faux, mais cet acte existait en 1177. La fausse donation de 954 a en réalité été forgée en 1304 par le prieur Sicard de Caussols et l’acte de 1177 est un faux que le même prieur a fait forger en 1305, sans doute parce qu’il avait du mal à faire reconnaitre l’authenticité de son premier faux. Quant au nom de Guy, il ne provient pas des marquis de la Tuscia, mais constitue un écho déformé de Guido Guerra, l’un des principaux comtes du lignage des Vintimille.
Comme il a été signalé dans l'origine du comté de Vintimille, la charte de Tende rappelle un acte où est cité un dénommé, Ardouin, possiblement Ardouin le Glabre, signé par les comtes de Vintimille Conrad et Othon, accordant des droits aux habitants de Tende, La Brigue et Saorge. Il s'agit d'un brevia memoracionis comme il en existe dans l'Italie du haut Moyen Âge, c'est-à-dire une charte destinée à conserver par l'écrit un acte dont l'histoire avait été transmise par voie orale et sans passer par un acte notarié, rédigé vraisemblablement par des prêtres et datée possiblement à partir de 1041 mais vraisemblablement ultérieure, car c'est à partir de cette date et jusqu'en 1077 qu'Othon et Conrad  de Vintimille frères font des dons inscrits en particulier dans le cartulaire de Lérins et confient avec leur mère Adalais et la femme d'Otton Armilina  à l'abbé Aldebert Ier de Lérins le monastère de Saint-Michel de Vintimille, dont ils semblent avoir été les fondateurs. Cette donation est confirmée en 1063. En 1064 les mêmes comtes confirment à l'abbé Dalmace et au moine Amic les biens de Saint-Michel dans le comté de Vintimille, sans faire aucune allusion au rattachement à Lérins.
La généalogie décrite ci-dessous ne correspond pas à celle retenue par la Foundation for Medieval Genealogy qui cite de Conrad I marié à Adelisia, deux fils, l'un Conrad II, comte de Vintimille décédé après le 19 mars 1082 marié avec Odile de Nice, l'autre Othon Ier, comte de Vintimille, marié d'abord à Armilina puis marié une seconde fois en 1077 avec Donella, dont un fils Spedaldo décédé après le 6 octobre 1079.
- Conrad Ier, comte de Vintimille, marié à Adelisia. Il est mort avant le 30 janvier 1038[3]. Il a deux fils :
  - Conrad II, comte de Vintimille entre 1041 et 1077. Il est cité avec son frère dans une charte de Gênes en 1038 comme fils de Conrad[1],[3]. Il est marié à Adélaïde. Son nom est cité dans une charte de donation du monastère Saint-Pierre en basse Roya à l'abbaye de Lérins en 1041. Il a pour enfants :
    - Hélène, mariée à Othon II del Vasto (vers 1012-1084). Ils ont eu pour enfant :
      - Boniface del Vasto de Montferrat (vers 1070-1130), marquis ou margrace de Savone, Saluce, Ceva, Conversano[11]

    - Othon II
    - Conrad III, comte de Vintimille. Il est cité dans une charte de 1046 pour une donation à l'abbaye de Lérins Il est encore vivant en 1067. Il est marié à Armeline qui est citée dans la donation à Lérins en 1046 avec Othon II. Il a pour enfant :   
      - Conrad IV, comte de Vintimille. Il est marié à Odile, fille de Laugier. Il est mort après une charte qu'il a signée en 1082. Il a un fils :   
        - Raimond Ier, comte de Vintimille. Il s'opposa en 1130 avec son frère à la construction d'une tour par les Génois à San Remo. Tous les deux sont faits prisonniers par les Génois et doivent jurer fidélité à la république de Gênes. Il vivait, ainsi que son frère, en 1150.
        - Philippe, comte de Vintimille

  - Othon Ier, comte de Vintimille, marié d'abord à Armilina puis se marie une seconde fois en 1077 avec Donella, fille du marquis Albert. Il est cité comme son frère dans la charte de 1041. Il est mort après 1077. Probable descendance :
    - Obert Ier, comte de Vintimille, cité en 1102. Il est mort après, avant 1113. Il est cité dans une charte avec les habitants de Gênes et dans des actes de 1077 et 1082. Il a pour fils :
      - Obert II, comte de Vintimille. Il est cité dans un acte de 1124 avec l'évêque de Gênes, Sigifredo. Il fait la guerre à la république de Gênes en 1130, puis de nouveau le 6 août 1140. En 1146, il prête hommage à Gênes et les Génois construisent un fort à Appio près de Vintimille. Il se marie avec Iacilia Guidi, de la famille Guidi de Toscane. Il meurt avant 1157. Il a pour enfants :
        - Gui Ier dit Guerra, comte de Vintimille, qui suit.
        - Othon (IV), comte de Vintimille, qui suit.

Une charte de 1110 cite deux frères, comtes de Vintimille :
- Guillaume Béranger
- Pons
- Guy Ier dit Guerra, comte de Vintimille, est cité dans une charte datée du 30 août 1157. Il a un frère :
- Othon (IV)[12], comte de Vintimille, seigneur de Marro (1156-1193), marié à Guillemette. Dans une charte du 24 février 1177, il enregistre une donation avec l'abbé Laugier de l'abbaye de Lérins. Il confirme le 9 septembre 1185 aux consuls de Vintimille les privilèges accordés par son défunt frère. Il a plusieurs enfants :
  - Guillaume (III), comte de Vintimille entre 1200 et 1214. Il divise les terres devant notaire, jusque-là en indivision, avec son frère Henri le 10 août 1214. Il est mort avant le 6 septembre 1215. Il a pour enfants :

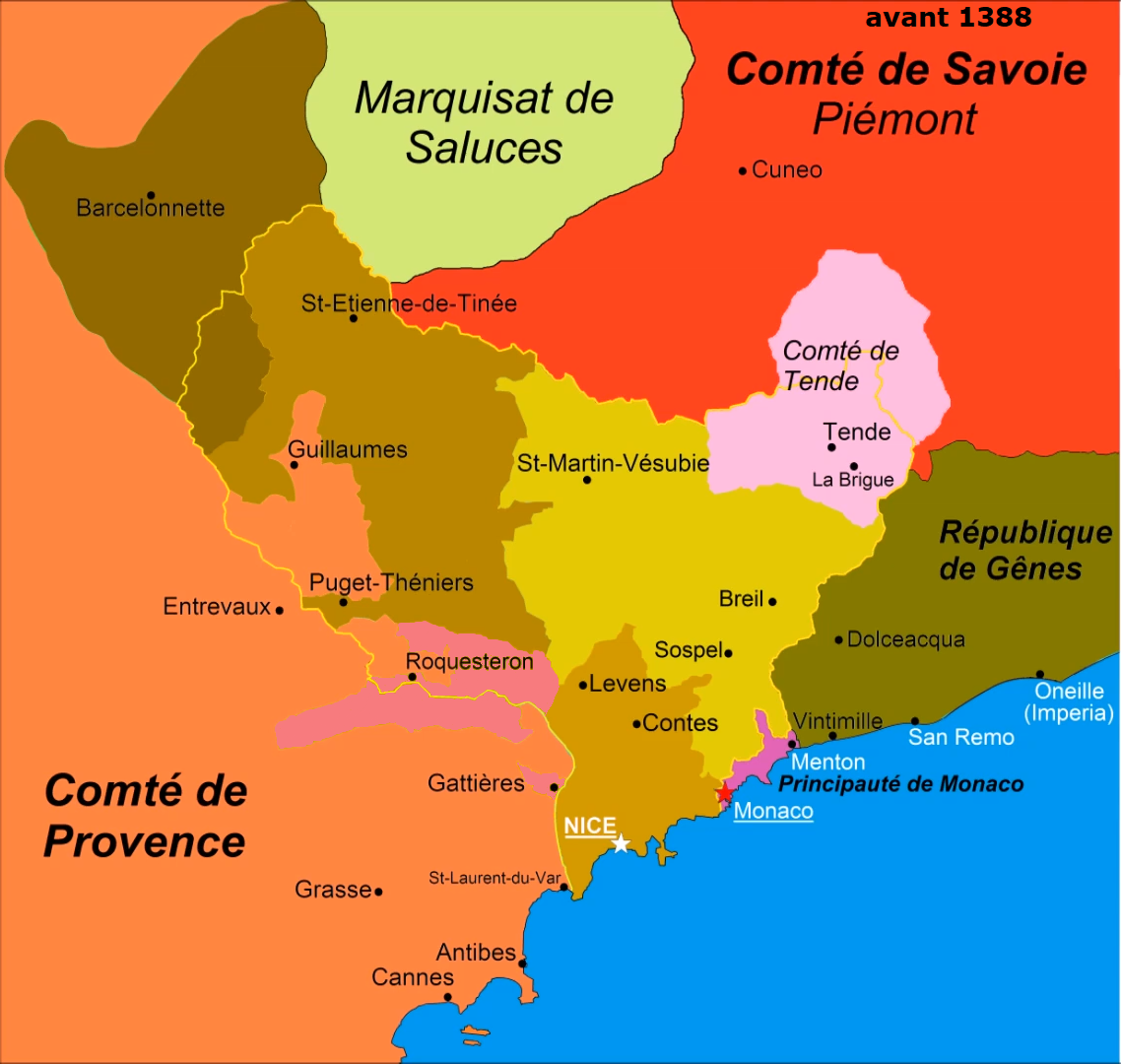

    - Guillaume (IV), comte de Vintimille entre 1217 et 1249, qui suit.
    - Emmanuel Ier, dont les descendants se sont établis en Provence.
    - Obert qui a vendu les biens qu'il possédait dans le comté de Vintimille aux Génois ainsi que Dolceacqua en 1255. Il a été marié à Guillemette de Fos, fille de Raymond Geoffroy de Fos, seigneur de Hyères et de Brégançon. Il a pour enfants :
      - Boniface (Voir Branche des Marseille-Vintimille)
      - Verana.

  - Henri, comte de Vintimille. Mort en 1226. Ses descendants vont s'établir en Sicile.

- En 1257, le comté de Vintimille est divisé entre le val de Lantosque cédé à Charles d'Anjou, et le comté de Tende

- Guillaume (IV), comte de Vintimille. Il résista à un siège de Vintimille par les Génois à partir de 1219. Il est secouru par Raymond Béranger V en 1220. Il a dû abandonner Vintimille qui est prise par les Génois le 8 septembre 1222. Il est mort vers 1256. Il a deux fils qui ont traité avec la république de Gênes le 31 juillet 1249 et le 10 novembre 1255 :
  - Guillaume (VI), comte de Vintimille, dit Guillaumin du vivant de son père. Il a traité pour lui, ses frères et ses enfants, avec le comte de Provence, Charles d'Anjou, le 19 janvier 1257. Il lui cède les biens dans le comté de Vintimille et le val de Lantosque contre des biens en Provence jusqu'à concurrence de 5000 sols de revenus annuels. La branche provençale a ratifié l'accord  en 1258. Il fait son testament le 7 mai 1259 faisant de ses filles Sibille et Bérangère ses héritières. Les quatre fils Guillaume qui fonde la branche de Castellar, Raymond, Rostaing et Othon n'auront que la légitime.
  - Guillaume-Pierre Ier, qui suit
  - Pierre dit Balbs, qui prit le titre de comte de Vintimille, et essaya après la mort de son frère Guillaume (VI), en 1259, de reprendre la partie du comté qui était alors sous la suzeraineté du comte de Provence. Cet affrontement s'achève le 17 mai 1278 par une trêve avec le sénéchal de Provence et il promet de faire accepter cet accord par Guillaume-Pierre et son neveu Guillaume. Il fait un autre traité avec le comte de Provence le 21 janvier 1285. dans lequel il s'engage à le faire accepter par ses neveux Jean et Jacques, fils de Guillaume-Pierre Ier, et ses autres neveux Guillaume et Pierre Balbs. Mort sans postérité.
  - Guillaume. Il est assiégé en 1274 par l'empereur Rodolphe Ier, ennemi de Charles d'Anjou. Il est le père de Guillaume et de Pierre Balbs.
- Guillaume-Pierre Ier (1230-1278), comte de Vintimille, cité dans les traités de 1257, 1258 et 1271. Il était mort au moment du traité de 1285 (voir ci-dessous, "Branche des Vintimille"). Il s'est marié avec Eudoxie Lascaris le 28 juillet 1261. Il a eu deux fils et trois filles :
  - Jean Ier Lascaris, comte de Vintimille et comte de Tende,
  - Jacques, nommé dans le trairé de 1285.
  - Les trois filles -  Batasia, Violante, Béatrice - sont allées en Aragon avec leur mère, après le décès de leur père, elles s'y sont mariées.

#### Branche des Vintimille-Tende
- Comte Guillaume-Pierre Ier de Vintimille (1257-1278), seigneur de Tende et de La Brigue (1253-1278), est né vers 1230 et décédé vers 1278. Cité dès 1249. Fils de Guillaume VI, comte de Vintimille (1254-1259), seigneur de Gorbio, Castellar, Castillon, Sainte-Agnès, Codolis et Lamenour. Fils de Guillaume IV (1217-1249). Guillaume VI aurait épousé la fille de Pierre-Balb de Glandevès, Guillaume-Pierre et Pierre-Balb s’allient avec Gênes et leurs cousins Georges et Boniface en 1254. Le 30 septembre 1259, une convention intervient entre les frères Pierre-Balb et Guillaume-Pierre de Vintimille, fils de Guillaume IV, et la Communauté de Tende. Le 25 juillet 1261, Guillaume-Pierre épouse Eudoxie Lascaris, fille de Théodore II Lascaris, empereur d'Orient à Nicée, et Hélène, princesse de Bulgarie. Il empruntera à sa femme son nom, créant ainsi la famille des Lascaris de Vintimille. Eudoxie se serait retirée à la cour de Pierre III d’Aragon à la mort de son mari, avec ses filles Vatacia, Violante et Béatrice. Cité avec Guillaume-Pierre le 6 août 1271 : il s’acquitte de ses dettes (ASTurin). Dans le château Saint-Georges de Saorge, devant le notaire Giacobino Drubeco, les frères Pierre-Balb et Guillaume-Pierre et la Communauté de La Brigue passent une convention sur la justice le 30 septembre 1274. Le 17 mars 1278 est signé un traité de trêve entre le sénéchal de Provence, Guillaume de Burlac, représentant Charles d'Anjou, et Pierre-Balb Ier, aux noms de Guillaume-Pierre Ier et Guillaume VIII Lascaris, son neveu. Le 20 août 1282, une convention est passée entre Guillaume-Pierre Ier et Pierre-Balb Ier sur les limites de leurs territoires. Les témoins répondent que les Lascaris sont seigneurs de Tende et La Brigue depuis plus de cinquante ans. Le 9 juin 1283, un compromis est passé devant le notaire du sacré palais Giacobino Drubeco de San Remo, et conservé aux Archives de La Brigue, entre Guillaume-Pierre Ier et la Communauté de La Brigue sur les bois de La Brigue. Décédé avant novembre 1283 (Romeo Pavoni).
  - Jacques de Vintimille, co-seigneur de Tende et de La Brigue. Le 21 janvier 1285, une convention est passée à Aix, entre Philippe de Levens, sénéchal de Provence, représentant de Charles d'Anjou, et Pierre-Balb Ier, Guillaume de Castellar, Otton de Gorbio et Bérengère, enfants de Guillaume VI de Vintimille, Jean et Jacques, fils de Guillaume-Pierre Lascaris, sur le château de Vernante. Le 4 février 1285, un compromis est passé entre Pierre-Balb, ses neveux Jean et Jacques feu Guillaume-Pierre et Guillaume feu Guillaume, et leur cousin Obert de Vintimille, pour régler le différend sur Tende, La Brigue et autres lieux (ASTurin). Le 18 octobre 1285, un traité de paix est signé devant le notaire Oddino Ruina d'Ast, à Aix, entre Philippe de Levens, sénéchal de Provence, représentant de Charles d'Anjou, et Pierre-Balb Ier, Guillaume de Castellar, Otton de Gorbio, Lazare et Bérengère, Jean et Jacques Lascaris, sur leurs possessions. Jacques de Vintimille meurt vers 1285.
  - Béatrice de Vintimille, qui suit sa mère Eudoxie Lascaris à la cour d'Aragon, ennemie des Angevins, et y épouse un grand d'Arragon, Guillaume de Montcada, seigneur de Fraga.
  - Violante de Vintimille, qui suit sa mère Eudoxie Lascaris à la cour d'Aragon, ennemie des Angevins, et y épouse un grand d'Arragon, Baron Pierre d'Ayerbe, fils d'un fils naturel de Jacques Ier d'Aragon.
  - Vatasia (Vatatza), qui suit sa mère Eudoxie Lascaris à la cour d'Aragon, ennemie des Angevins, et a Portugal, et y épouse un grand ibérien, Arnaud Roggiero, comte de Pallas et baron de Mataplana.
  - Otton de Vintimille, évêque de Vintimille (1304-1320). Otton de Gorbio et Castellar teste le 17 février 1324 et désigne son fils Henri comme légataire universel, mais cite aussi son frère Emmanuel et son parent Otton, évêque de Vintimille.
  - Jean Ier de Vintimille, co-seigneur de Tende et de La Brigue (1295-1323), seigneur de Roquebrune, a épousé une marquise de Ceva. Le 11 juin 1271 est signée une convention à Bergegio, dans le couvent augustin de Saint-Dalmas, devant le notaire Guglielmo Poma, entre Tende et La Brigue sur les bois et les droits de pacage, devant Jean, coseigneur de Tende, citée le 26 juin 1413. Le 13 juillet 1283, un compromis est passé devant le notaire Giacobino Drubeco entre Pierre-Balb Ier et Jean, fils de Guillaume-Pierre Ier, son frère récemment décédé, avec la Communauté de La Brigue, ratifiant et approuvant l’acte du 9 juin 1283. Le 29 août 1284, un compromis est passé devant le notaire Giacobino Drubeco entre les seigneurs de Tende et La Brigue et la Communauté de La Brigue sur les bois de La Brigue. Pierre-Balb Ier entend faire respecter sa sentence du 25 août 1284. Le 21 janvier 1285, une convention est passée à Aix, entre Philippe de Levens, sénéchal de Provence, représentant de Charles d'Anjou, et Pierre-Balb Ier, Guillaume de Castellar, Otton de Gorbio et Bérengère, enfants de Guillaume VI de Vintimille, Jean et Jacques, fils de Guillaume-Pierre Lascaris, sur le château de Vernante. Le 4 février 1285, un compromis est passé entre Pierre-Balb, ses neveux Jean et Jacques feu Guillaume-Pierre et Guillaume feu Guillaume, et leur cousin Obert de Vintimille, pour régler le différend sur Tende, La Brigue et autres lieux (ASTurin). Le 18 octobre 1285, un traité de paix est signé devant le notaire Oddino Ruina d'Ast, à Aix, entre Philippe de Levens, sénéchal de Provence, représentant de Charles d’Anjou, et Pierre-Balb Ier, Guillaume de Castellar, Otton de Gorbio, Lazare et Bérengère, Jean et Jacques Lascaris, sur leurs possessions. La restitution des châteaux de Castellar et de Gorbio est décidée. Le 21 octobre 1285, ordre est donné à la Communauté de Tende de verser la somme que Pierre-Balb Ier doit à Jean Lascaris pour la guerre contre les Vénitiens. Le 7 janvier 1287, Jean Ier de Tende demande instamment à Charles d'Anjou et au sénéchal de Provence de lui restituer le château de Castellar, alors qu'ils lui ont déjà rendu Gorbio. Cet acte cite aussi Otton de Gorbio, Guillaume de Castellar, Lazare et Bérengère, les enfants de Guillaume VI de Vintimille. Le 8 janvier 1287, présentation par Jean, comte de Vintimille, au sénéchal de Provence, de lettres patentes de Charles II d’Anjou, ordonnant la restitution des châteaux de Gorbio et de Castellar, suivant les conventions passées entre eux (AD06, NI MAZZO 038,1). Le 24 novembre 1290, la Communauté de Tende fait procuration pour élire Jean Ier Lascaris arbitre de ses différends avec Limone. Le 27 juin 1291, sentence arbitrale de Jean Ier, devant le notaire Benedetto Audolo, sur les différends entre Tende et La Brigue. Le 26 octobre 1292, Jean concède à la famille de Guillaume Gastaldi feu Mathieu du droit d’exercice et de chevauchée. Le 16 octobre 1294, il accorde privilèges et immunités à la même famille pour aller « en exercice et chevauchée ». Le 5 février 1302, la Communauté de Tende reconnaît au podestat Jean Ier Lascaris le droit de nommer les consuls et les officiers de justice. C'en est fini des libertés communales. Le 2 avril 1344, Guillaume-Pierre II Lascaris désigne comme procureur Manfred Lascaris pour le procès qu’il mène contre les héritiers feu Zenoardo Doria et feu Lamba Doria de Gênes, pour des rentes que le père de Guillaume-Pierre, feu Jean Ier Lascaris, tenait à Gênes et l’acquisition des droits que les Doria avaient sur Roquebrune.

- Guillaume-Pierre Ier Lascaris, marié à Eudoxie Lascaris
  - Jean Ier Lascaris, décédé en 1307
    - Guillaume-Pierre II Lascaris, comte de Vintimille et de Tende, décédé vers 1344
      - Jean II Lascaris, comte de Vintimille et de Tende, mort avant 1369
        - Guillaume-Pierre III Lascaris, comte de Tende, seigneur de Roquebrune, mort après 1404
          - Antoine Ier Lascaris, comte de Tende, mort après le 28 mars 1440
            - Honoré Ier Lascaris, surnommé le Grand, comte de Tende, mort le 5 février 1475
              - Jean Antoine Ier Lascaris, comte de Tende, seigneur de Villeneuve, mort le 13 août 1509
                - Anne Lascaris, comtesse de Tende, mariée à René de Savoie, bâtard de Savoie, comte de Villars et de Sommerive[13]
                  - Claude de Savoie-Lascaris, comte de Tende et de Sommerive, gouverneur et sénéchal de Provence, mort en avril 1569
                    - Honoré Ier de Savoie-Lascaris, mort sans enfant en 1572, il a transféré ses droits sur Tende à sa sœur
                    - Renée de Savoie-Lascaris, mariée à Jacques Ier d'Urfé, fils de Claude d'Urfé. Elle a échangé avec le duc de Savoie, en 1575, ses droits sur le comté de Tende contre le marquisat de Baugé ou Bâgé

                  - Honoré II de savoie-Lascaris, marquis de Villars, baron de Pressigny, comte de Tende et de Sommerive, mort en 1580. Il a engagé une contestation des droits de Renée de Savoie sur les fiefs qu'elle possédait par héritage, en particulier le comté de Tende. Le parlement d'Aix jugea en 1574 concernant les fiefs en Provence. Pour le comté de Tende, c'est après la mort d'Honorat II que sa fille, Henriette de Savoie-Villars, céda ses droits sur le comté de Tende à la suite d'un échange avec le duc de Savoie, en 1579[14]
                    - Henriette de Savoie-Villars, mariée avec Melchior de Lettes des Prez, ou des Prés, seigneur de Montpezat, sénéchal de Poitou, puis remariée en 1576 à Charles de Mayenne

            - Guillaume Lascaris, chartreux
            - Pierre Lascaris, chartreux
            - Georges Lascaris, chartreux
            - Marc Lascaris, évêque de Riez, mort en 1493
            - Thomas Lascaris, co-seigneur de Riez, mort en 1489
              - Antoine Lascaris, évêque de Riez, mort en 1546

            - Pierre Lascaris, mariée à Catherine Grimaldi, fille de Georges Grimaldi, seigneur d'Antibes. Il achète la seigneurie de Villeneuve en 1437

          - Marie Lascaris, mariée à Honoré Grimaldi, seigneur d'Antibes
          - Béatrice Lascaris, mariée au condottiere Facino Cane, puis en secondes noces à Philippe-Marie Visconti, duc de Milan, qui la fit exécuter en 1418

        - Pierre Lascaris, tige des comtes de La Brigue, seigneur de Castellar
        - Louis Ier Lascaris, surnommé Luquino par les Italiens, tige des Vintimille de Châteauneuf-lès-Grasse[15] (Voir Branche des Lascaris de Vintimille)

#### Branche des Lascaris de Vintimille
Cette branche est issue du mariage en juillet 1261 entre le Comte Guillaume-Pierre de Vintimille et Eudoxie Lascaris, fille de l'empereur byzantin Théodore II Lascaris. Après la violente prise de pouvoir par Michel VIII Paléologue, la famille Lascaris s'éparpille dans toute l'Europe, notamment à l'Est, en Hongrie, Bulgarie, Russie, Roumanie, Pologne et Allemagne, mais aussi en France.
La famille s'installe à Vintimille un certain temps, puis dans le village de Tende et à Nice au XIVe siècle où elle est notamment à l'origine du Palais Lascaris, rue Droite dans la vieille ville, bâtiment baroque du XVIIe siècle.
Elle compte enfin dans les membres de son clan de nombreux militaires, évêques et cardinaux catholiques, décorés de l'ordre du Saint-Esprit et de l'ordre de Saint-Louis, un grand-maître de l'ordre de Malte (dans la branche Lascaris-Castellar). Ils étaient proches de la cour, et deux d'entre leurs descendants eurent pour parrain le roi Louis XIV.
Les mémoires de Lascaris, écrites lors de ses voyages, ont été vendues après sa mort par son assistant en Orient, Fathallah Al-Sayegh, acquises et traduites par le poëte français Lamartine en 1833. Elles ont été publiées depuis (voir bibliographie).
- Guillaume-Pierre Ier de Vintimille (1230-1278), épouse en juillet 1261 Eudoxie Lascaris (1254-1311).
  - Jean Ier Lascaris de Vintimille (+ avt 1344)
    - Guillaume-Pierre II Lascaris de Vintimille (+ infra juillet 1369)
      - Louis Ier Lascaris de Vintimille
        - Guy Lascaris de Vintimille (testament 1431)
          - Louis II Lascaris de Vintimille (v1400-1448)
            - Jean II Lascaris de Vintimille (né ~1430)
              - Louis III Lascaris de Vintimille (né ~1460)
                - Honoré Lascaris de Vintimille (v1490-1546)
                  - Claude Lascaris de Vintimille (v1525-v1590)
                    - Antoine Lascaris de Vintimille (1566-1598)
                      - Marc Lascaris de Vintimille (1594-1651)
                        - Jean III Lascaris de Vintimille (1633-1681)
                          - Blaise Lascaris de Vintimille (1664-1741)
                            - Marie Lascaris de Vintimille (1707-1782), dernière du nom, épouse Barthélémy Fornier de Violet (1696-1768) le 20 août 1726.

#### Branche des Marseille-Vintimille
Le 28 mars 1258 à Lucérame, le comte de Boniface de Vintimille cède ses droits et biens dans le comté de Vintimille à Charles Ier d'Anjou, à l'instar de son cousin Guillaume VI. Le comte de Boniface reçut en échange une grande seigneurie dans la vallée du Verdon, également dans le canton du Var, à La Verdière , Bézaudun , Ansouis , Varages , Valensole , Tourves , Saint-Martin-de-Pallières , Le Broc etc. À la suite de cette transaction Boniface comte de Vintimille - fils d'Obert, comte de Badalucco, et neveu abiatique de Guillaume Ier, comte de Vintimille (1200-1214) - il quitta Vintimille et s'installa en Provence. À ces domaines, pour le mariage d'Emmanuel II - fils de Boniface - avec Sibylle d'Evenos - le 9 février 1266 - s'ajouteront les fiefs de la viscontea de la ville et du territoire de Marseille , notamment la castellanie de Ollioules , Évenos et Cotignac . Sibylle était la fille de Guillaume V et la cousine d'Emmanuel, Béatrice de Vintimille - fille tour à tour d'Otton et de Guillemette de Castellane . Emanuele II était le père de Boniface II, et ce dernier à son tour le père d'Emmanuel III. Une autre fille d'Emmanuel II était Catherine, épouse de Blacas IV de Blacas, seigneur deAups est un célèbre poète provençal, auteur du poème La maniere de bien guerroyer.
- Emmanuel II de Vintimille a épousé Sibylle de Marseille-Signes, dont :
  - Boniface II de Vintimille a épousé Philippine de Sabran, dont :
    - Bertrand Ier de Marseille-Vintimille (petit-neveu du précédent), seigneur d'Ollioules et seigneur d'Évenos, reprend le nom, titres et seigneuries de Marseille
      - Bertrand II de Marseille-Vintimille, seigneur d'Ollioules et seigneur d'Évenos et seigneur de Saint-Marcel et de Varages.+1352
        - Bertrand III de Marseille-Vintimille, Baron d'Ollioules et seigneur d'Évenos, de Saint-Marcel et de Varages
          - Bertrand IV de Marseille-Vintimille, Baron d'Ollioules et seigneur d'Évenos, de Saint-Marcel et de Varages
            - Bertrand V de Marseille-Vintimille, Baron d'Ollioules et seigneur d'Évenos, du Revest, de Cabriès, de Vitrolles, de Ventabren, de Trebillane et de La Val-d'Ardenne, Comte de Vintimille, gouverneur de Toulon
              - Bertrand VI de Marseille-Vintimille, Baron d'Ollioules et seigneur d'Évenos, du Revest, de Cabriès, de Vitrolles, de Ventabren, de Trebillane et de La Val-d'Ardenne.
                - Bertrand VII de Marseille-Vintimille, Baron d'Ollioules, seigneur d'Évenos et du Revest.
                  - Gaspard Ier de Marseille-Vintimille, Baron d'Ollioules et seigneur d'Évenos.
                    - Philibert de Marseille-Vintimille, Baron d'Ollioules
                      - Gaspard II de Marseille-Vintimille, Baron d'Ollioules (mort le 19 avril 1585)
                        - Magdelon de Marseille-Vintimille, Baron d'Ollioules et de Tourves, viguier de Marseille, Premier Consul d'Aix.
                          - François de Marseille-Vintimille, Baron d'Ollioules, seigneur de Saint-Nazaire, de Roquefeuil et de Seillon.
                            - Pierre François Hyacinthe de Marseille-Vintimille, Baron d'Ollioules, seigneur de Saint-Nazaire, de Roquefeuil et de Seillon, mort en 1727.
                            - Anne de Marseille-Vintimille, morte le 20 janvier 1747, reprend les titres et les transmet à son fils Simon-Joseph de Raousset-Vintimille, Marquis de Seillion, Baron d'Olioules et de Saint-Nazaire. Jusqu'en 1752 date à laquelle un arrêt de Paris met fin à cette succession, et remet les titres des dites terre d'Ollioules aux membres de la branche du Luc de la maison Vintimille (en la personne de Jean-Baptiste-Félix-Hubert de Vintimille du Luc, Marquis du Luc et des Arcs, petit cousin au 5e degré d'Anne).

                    - François de Vintimille, seigneur du Luc (voir infra branche Vintimille du Luc)

#### Branche des Vintimille du Luc
Cette branche est issue d'un fils cadet de Gaspard Ier de Marseille-Vintimille
- François de Vintimille, seigneur du Luc, a épousé le 14 juillet 1577 Françoise d'Albert, dont :
  - Magdelon de Vintimille, seigneur du Luc et de Gonfaron, marié le 28 février 1604 avec Marguerite de Garde de Vins, dont :
    - François de Vintimille (1606-1667), comte de Marseille et du Luc, marié le 26 décembre 1639 au Luc, avec Anne de Forbin, dont :
      - Charles-François de Vintimille du Luc (1653-1740), comte du Luc, marquis de Savigny, militaire et diplomate français, marié le 26 septembre 1674 à Marie Louis Charlotte de Forbin, dame de La Marthe, dont :
        - Gaspard Magdelon Hubert de Vintimille, marquis du Luc, marié le 21 juin 1714, à Marie Charlotte de Refuge, dont :
          - Jean-Baptiste Hubert Félix de Vintimille (1720-1777), marquis du Luc, marquis des Arcs, marquis de Castelnau en Languedoc, Baron d'Ollioules, marquis de Savigny-sur-Orge, lieutenant général des armées du roi, inspecteur général de la cavalerie, maître de camp du régiment de son nom, a épousé le 28 septembre 1739 Pauline Félicité de Mailly-Nesle (1712-1741), maîtresse et favorite de Louis XV, fille de Louis III de Mailly-Nesle, et de Armande Félice de La Porte Mazarin. Ils n'eurent pas d'enfant légitime. En revanche, elle donna un fils à Louis XV : Charles de Vintimille du Luc (1741-1814), marquis du Luc, dit « Demi-Louis » car il ressemblait beaucoup à son père naturel.

      - Charles Gaspard Guillaume de Vintimille du Luc (1655-1746), évêque de Marseille (1692-1708), archevêque d'Aix-en-Provence (1708-1729) au temps de la peste qui ravagea Aix et la Provence, archevêque de Paris le 10 mai 1729.

    - Jean VIII de Vintimille du Luc, évêque de Digne (1669-1675) puis évêque de Toulon (1675-1682).

## Titres
- Prince de Belmonte
- Prince de Castelbuono
- Prince de Grammonte
- Marquis de Cropani (Espagne, Grande de España)
- Marquis de Irache (Espagne, Grande de España).
- Marquis du Luc
- Marquis des Arcs
- Marquis de Vins
- Marquis de La Martre
- Marquis de Savigny
- Marquis de Regiovanni
- Marquis de Sambuca
- Comte de Ischia
- Comte de Geraci (Espagne, Grande de España).
- Comte de Collesano (Espagne).
- Comte de Bussana
- Comte du Maro (Albenga)
- Comte de Naso
- Comte de Prades
- Comte del Peñon de la Vega (Espagne)
- Comte de Vintimille
- Comte du Luc
- Baron de Gratteri
- Baron de Regiovanni
- Seigneur de Ollioules (France)
- Seigneur de La Verdière (France)
- Seigneur de Saint-Julien (France)
- Seigneur de Tende
- Seigneur de Turriers (France)
- Seigneur de Ravest (France)
- Seigneur de Vidauban (France)

### Articles connexes

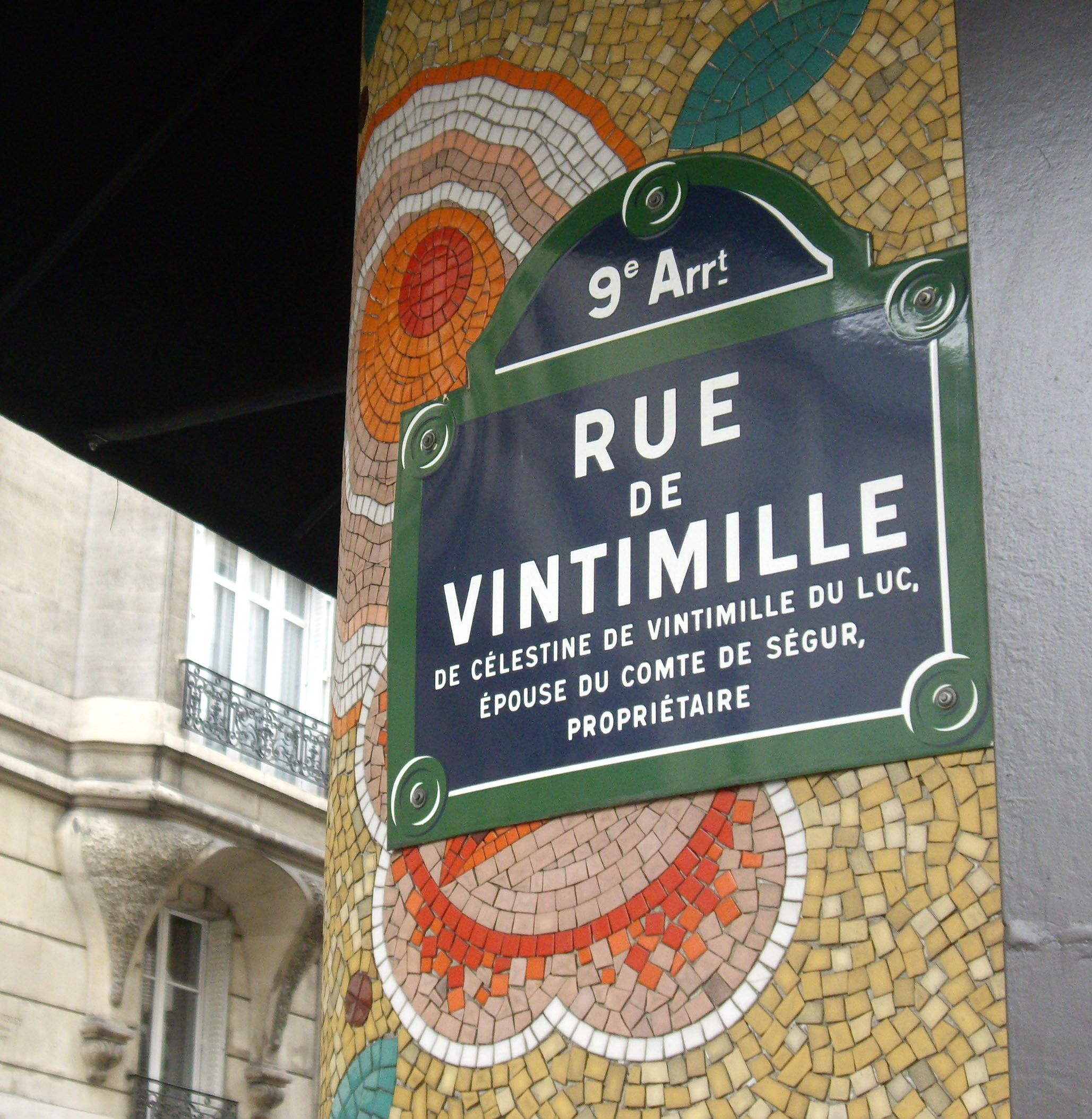
Plaque de rue de la rue de Vintimille.